# Mastigodryas pulchriceps
Mastigodryas pulchriceps — вид змій родини полозових (Colubridae). Мешкає в Південній Америці.

## Поширення і екологія
Mastigodryas pulchriceps мешкають на тихоокеанських низовинах та на західних схилах Західного хребта Анд в Колумбії, Еквадору і Перу. Вони живуть в тропічних лісах і чагарниках, на висоті до 2700 м над рівнем моря.